# Pływanie na Letnich Igrzyskach Olimpijskich 2012 – 200 m stylem klasycznym mężczyzn
Pływanie na Letnich Igrzyskach Olimpijskich 2012 – 200 m stylem klasycznym mężczyzn – jedna z konkurencji pływackich rozgrywanych podczas XXX Letnich Igrzysk Olimpijskich w Londynie.
Wyznaczone przez FINA minima kwalifikacyjne wynosiły 2:11.74 (minimum A) oraz 2:16.35 (minimum B).

## Statystyka

### Rekordy
Tabela przedstawia rekordy olimpijski, świata oraz poszczególnych kontynentów w tej konkurencji.
| Rekord świata     | Dániel Gyurta      | 2:07.28 | Londyn, Wielka Brytania | 01.08.2012 |
| Rekord olimpijski | Dániel Gyurta      | 2:07.28 | Londyn, Wielka Brytania | 01.08.2012 |
| Rekord Afryki     | Neil Versfeld      | 2:09.61 | Rzym, Włochy            | 30.07.2009 |
| Rekord Ameryki    | Eric Shanteau      | 2:07.42 | Rzym, Włochy            | 30.07.2009 |
| Rekord Azji       | Kōsuke Kitajima    | 2:07.51 | Tokio, Japonia          | 08.06.2008 |
| Rekord Europy     | Dániel Gyurta      | 2:07.28 | Londyn, Wielka Brytania | 01.08.2012 |
| Rekord Oceanii    | Christian Sprenger | 2:07.31 | Rzym, Włochy            | 30.07.2009 |

## Terminarz
| Data                   | Czas  | Runda      |
| ---------------------- | ----- | ---------- |
| Wtorek, 31 lipca 2012  | 10:40 | Eliminacje |
| Wtorek, 31 lipca 2012  | 20:20 | Półfinał   |
| Środa, 1 sierpnia 2012 | 19:30 | Finał      |

## Wyniki
Do zawodów przystąpiło 34 zawodników, którzy zostali podzieleni na 5 biegów eliminacyjnych. Do półfinałów awansowało 16 pływaków z najlepszymi czasami. Najlepszy wynik z kwalifikacji osiągnął Dániel Gyurta, a ostatni czas dający awans należał do Christiana vom Lehna, który ukończył zmagania z rezultatem 2:11.66. W następnej rundzie najszybszy był Michael Jamieson, a ostatnim zawodnikiem przechodzącym do finału był Brenton Rickard z rezultatem 2:09.31.
Finał odbył się dzień po eliminacjach i półfinałach. Zwycięzcą został Dániel Gyurta ustanawiając nowy rekord świata z czasem 2:07.28. Srebrny medal zdobył Michael Jamieson poprawiając swój rekord życiowy na 2:07.43, a brązowy medal wywalczył Ryō Tateishi z wynikiem 2:08.29.

### Eliminacje

#### Bieg 1
| Poz. | Zawodnik              | Wynik   | Uwagi |
| ---- | --------------------- | ------- | ----- |
| 1.   | Irakli Bolkwadze      | 2:15.86 |       |
| 2.   | Dmitrij Aleksandrow   | 2:17.92 |       |
| –    | Tsilavina Ramanantsoa | –       | DSQ   |

#### Bieg 2
| Poz. | Zawodnik                | Wynik   | Uwagi |
| ---- | ----------------------- | ------- | ----- |
| 1.   | Scott Dickens           | 2:10.95 | Q     |
| 2.   | Sławomir Kuczko         | 2:12.51 |       |
| 3.   | Tomáš Klobučník         | 2:13.40 |       |
| 4.   | Christian Schurr Voight | 2:14.16 |       |
| 5.   | Hunor Mate              | 2:15.98 |       |
| 6.   | Nuttapong Ketin         | 2:16.07 |       |
| 7.   | Jakob Jóhann Sveinsson  | 2:16.72 |       |

#### Bieg 3
| Poz. | Zawodnik            | Wynik   | Uwagi |
| ---- | ------------------- | ------- | ----- |
| 1.   | Dániel Gyurta       | 2:08.71 | Q     |
| 2.   | Michael Jamieson    | 2:08.98 | Q, NR |
| 3.   | Scott Weltz         | 2:09.67 | Q     |
| 4.   | Glenn Snyders       | 2:10.55 | Q, NR |
| 5.   | Matti Mattsson      | 2:11.81 | NR    |
| 6.   | Ihor Borysyk        | 2:12.61 |       |
| 7.   | Choi Kyu-woong      | 2:13.57 |       |
| 8.   | Panajotis Samilidis | 2:14.82 |       |

#### Bieg 4
| Poz. | Zawodnik              | Wynik   | Uwagi |
| ---- | --------------------- | ------- | ----- |
| 1.   | Ryō Tateishi          | 2:09.37 | Q     |
| 2.   | Clark Burckle         | 2:09.55 | Q     |
| 3.   | Wiaczesław Sinkiewicz | 2:10.48 | Q     |
| 4.   | Tales Cerdeira        | 2:11.05 | Q     |
| 5.   | Christian vom Lehn    | 2:11.66 | Q     |
| 6.   | Henrique Barbosa      | 2:12.05 |       |
| 7.   | Ákos Molnár           | 2:12.42 |       |
| 8.   | Yannick Käser         | 2:13.49 |       |

#### Bieg 5
| Poz. | Zawodnik             | Wynik   | Uwagi |
| ---- | -------------------- | ------- | ----- |
| 1.   | Andrew Willis        | 2:09.33 | Q     |
| 2.   | Kōsuke Kitajima      | 2:09.43 | Q     |
| 3.   | Giedrius Titenis     | 2:10.36 | Q     |
| 4.   | Marco Koch           | 2:10.61 | Q     |
| 5.   | Laurent Carnol       | 2:10.83 | Q     |
| 6.   | Brenton Rickard      | 2:11.41 | Q     |
| 7.   | Lennart Stekelenburg | 2:12.02 |       |
| 8.   | Chen Cheng           | 2:19.83 |       |

### Półfinały

#### Półfinał 1
| Poz. | Zawodnik           | Wynik   | Uwagi |
| ---- | ------------------ | ------- | ----- |
| 1.   | Michael Jamieson   | 2:08.20 | Q, NR |
| 2.   | Clark Burckle      | 2:09.11 | Q     |
| 3.   | Ryō Tateishi       | 2:09.13 | Q     |
| 4.   | Tales Cerdeira     | 2:09.77 |       |
| 5.   | Giedrius Titenis   | 2:09.95 |       |
| 6.   | Christian vom Lehn | 2:10.50 |       |
| 7.   | Glenn Snyders      | 2:11.14 |       |
| –    | Laurent Carnol     | 2:11.17 |       |

#### Półfinał 2
| Poz. | Zawodnik              | Wynik   | Uwagi |
| ---- | --------------------- | ------- | ----- |
| 1.   | Dániel Gyurta         | 2:08.32 | Q     |
| 2.   | Andrew Willis         | 2:08.47 | Q     |
| 3.   | Scott Weltz           | 2:08.99 | Q     |
| 4.   | Kōsuke Kitajima       | 2:09.03 | Q     |
| 5.   | Brenton Rickard       | 2:09.31 | Q     |
| 6.   | Wiaczesław Sinkiewicz | 2:09.90 |       |
| 7.   | Marco Koch            | 2:10.73 |       |
| 8.   | Scott Dickens         | 2:11.71 |       |

### Finał
| Poz. | Zawodnik         | Wynik   | Uwagi |
| ---- | ---------------- | ------- | ----- |
|      | Dániel Gyurta    | 2:07.28 |       |
|      | Michael Jamieson | 2:07.43 | NR    |
|      | Ryō Tateishi     | 2:08.29 |       |
| 4.   | Kōsuke Kitajima  | 2:08.35 |       |
| 5.   | Scott Weltz      | 2:09.02 |       |
| 6.   | Clark Burckle    | 2:09.25 |       |
| 7.   | Brenton Rickard  | 2:09.28 |       |
| 8.   | Andrew Willis    | 2:09.44 |       |